# Rob Britton
Rob Britton (* 22. September 1984 in Regina) ist ein kanadischer Radsportler, der im Straßenradsport aktiv ist.

## Sportliche Laufbahn
Rob Britton begann seine Karriere 2010 bei dem US-amerikanischen Continental Team Bissell. Seinen ersten größeren Sieg feierte er 2015 beim Team SmartStop mit dem Gesamtsieg bei der Tour of the Gila. 2016 wechselte er zum Team Rally Cycling. In seinem zweiten Jahren gewann er eine Etappe bei der Tour de Beauce sowie eine Etappe und die Gesamtwertung der Tour de Beauce. Außerdem wurde er Etappenzweiter bei der Kalifornien-Rundfahrt hinter seinem Teamkollegen Evan Huffman. In der Wertung der UCI America Tour 2017 belegte er am Ende den zweiten Platz hinter Serghei Țvetcov. 2018 konnte er zum zweiten Mal die Gesamtwertung der Tour of the Gila für sich entscheiden und 2019 wurde er kanadischer Meister im Einzelzeitfahren.

## Erfolge
2015
- Gesamtwertung Tour of the Gila

2017
- Bergwertung Tour of the Gila
- eine Etappe Tour de Beauce
- Gesamtwertung und eine Etappe Tour of Utah

2018
- Gesamtwertung Tour of the Gila

2019
- Kanadischer Meister – Einzelzeitfahren

## Teams
- 2010 Bissell
- 2011 Bissell Cycling
- 2013 Team Raleigh
- 2014 Team SmartStop
- 2015 Team SmartStop
- 2016 Rally Cycling
- 2017 Rally Cycling
- 2018 Rally Cycling
- 2019 Rally UHC Cycling
- 2020 Human Powered Health